# Hernani (Hugo)
Hernani és una obra teatral de Víctor Hugo, estrenada al Théâtre Français de París el 25 de febrer de 1830.
Hugo va descriure la tragèdia del bandit aragonès Hernani i la seva amant Doña Sol. Amb els seus elements gòtics i la seva èmfasi en l'amor natural, és una obra estàndard del moviment romàntic. És famosa la «batalla» entaulada entre els romàntics i els classicistes en el seu nom al moment de la seva estrena. L'obra va constituir la base de l'òpera Ernani de Verdi (1844).